# آزمایش مایکلسون-مورلی

نمایی از تداخل سنج

آزمایش مایکلسون-مورلی (به انگلیسی: Michelson–Morley experiment) یکی از مهم‌ترین و مشهورترین آزمایش‌های تاریخ فیزیک است که در سال ۱۸۸۷ میلادی آلبرت مایکلسون و ادوارد مورلی انجامش دادند. این آزمایش راه را برای پذیرش نظریهٔ نسبیت خاص که اینشتین در سال ۱۹۰۵ ارائه داد، هموار کرد. آزمایش مایکلسون-مورلی را معمولاً نخستین شاهد قوی برای رد نظریهٔ اتر می‌دانند. آلبرت مایکلسون به خاطر این آزمایش جایزه نوبل فیزیک را در سال ۱۹۰۷ از آن خود کرد.
دستگاه این دو دانشمند متشکل از یک تداخل سنج ویژه بود که در آن هر باریکهٔ تک‌رنگ نور به دو باریکه شکافته می‌شد. دو باریکه مسیرهای مختلفی را پیموده و دوباره با هم ترکیب می‌شدند و تداخل حاصله سبب ایجاد نوارهای روشن و تاریک می‌شد. این آزمایش توانست عدم وجود اتر را به اثبات رساند.

## نگاه اجمالی
آزمایش مایکلسون - مورلی را آلبرت مایکلسون که در آن هنگام در مدرسه علوم کاربردی کیس بود و ادوارد مورلی از دانشگاه وسترن رزرو در همسایگی کیس، هر دو در کلیولند اوهایو، انجام دادند. این آزمایش نشان داد که سرعت نور در جهات مختلف، تحت تأثیر حرکت زمین نیست. این نتیجه، از نظر تجربی، دلیل قاطعی بود علیه موجودیت اتر (یا اثیر) که وجودش برای انتشار امواج الکترومغناطیسی لازم شمرده می‌شد.
آلبرت اینشتین، چندی بعد (در سال ۱۹۰۵) به‌طور نظری نشان داد که فرضیهٔ اتر با نظریهٔ نسبیت خاص او سازگار نیست. در این نظریه، اینشتین بنا را بر این گذاشت که سرعت نور، ثابتی عام است و به حرکت ناظر یا حرکت چشمهٔ نور بستگی ندارد. این واقعیت با این برداشت که امواج الکترومغناطیسی آشفتگی‌هایی هستند که در محیط زمینه‌ای مانند اتر انتشار می‌یابند، سازگاری ندارد.
با توجه به اهمیت موضوع، این آزمایش به وسیلهٔ افراد زیادی در مدت پنجاه سال تکرار شد، ولی نتیجه همواره همان بود که مایکلسون مشاهده کرده بود. آزمایش مایکلسون-مورلی به گفته ایزاک آسیموف شاید مهمترین آزمایشی باشد که در تاریخ علم صورت گرفته‌است. مایکلسون در سال ۱۹۰۷ جایزهٔ نوبل را در فیزیک دریافت داشت و وی نخستین دانشمند آمریکایی بود که جایزه نوبل را دریافت کرد.

## سیر تحولی و رشد
آزمایش مایکلسون - مورلی دنبالهٔ مطالعات اولیهٔ مایکلسون در زمان دانشجویی‌اش در برلین زیر نظر هرمان فون هلمر و ولتز بود. او در سال ۱۸۸۰ در آنجا تداخل سنج مایکلسون را ساخت و در همان زمان به کمک آن آزمایش اولیه‌ای را که برای آشکارسازی اثرات حرکت زمین در اتر طراحی شده بود، پتسدام انجام داد. این آزمایش اساس آزمایشی را که هفت سال بعد انجام شد، تشکیل داد. مایکلسون پس از انتقال به کیس با مورلی آشنا شد و در سال ۱۸۸۴ آن‌ها با همکاری یکدیگر آزمایش آرمان فیزو را با موفقیت تکرار کردند. مایکلسون - مورلی به درخواست لرد ریلی که انجام دوباره آزمایش پتسدام مایکلسون را ضروری می‌دانست، آزمایش هر دوی آن‌ها را در آوریل ۱۸۸۷ آغاز کردند.

## اساس آزمایش مایکلسون - مورلی
اساس آزمایش ساده بود. اگر دو باریکهٔ نور، یکی به موازات حرکت زمین و دیگری در راستای عمود بر آن مسافت‌های یکسانی را در اتر طی کنند، زمان‌های یکسانی برای پیمودن مسیر رفت و برگشت سپری نخواهد شد. اگر سرعت نور را {\displaystyle C}، طول مسیر رفت و برگشت را {\displaystyle 2L} و سرعت فرضی زمین نسبت به اتر را {\displaystyle V<<C} بگیریم، تفاوت زمان بین دو مسیر رفت و برگشت در حدود {\displaystyle LV^{2}/C^{3}} خواهد بود.
اگر از یک باریکه نور آغاز کنیم و بعد آن را به دو قسمت کنیم، به‌طوری‌که هر قسمت، یکی از دو مسیر مورد نظر را بپیماید و هنگام بازگشت، آن دو را با هم ترکیب کنیم، اثر این تفاوت زمانی آن است که یکی از این دو باریکه با اندکی اختلاف فاز نسبت به دیگری به مقصد خواهد رسید. در نتیجه، فریزهای تداخلی که در وضعیت هم فاز بودن باریکه‌ها قابل مشاهده است اندکی جابجا شوند. اگر دستگاه چرخانده شود تا باریکه‌ای که در ابتدا به موازات حرکت زمین حرکت می‌کرد در راستای عمود بر آن حرکت کند، جابجایی فریز باید بیشینه باشد. در این حالت جابجایی مورد انتظار برابر ۰٫۰۴ فاصله بین دو فریز متوالی محاسبه شد، و این اثری قابل اندازه‌گیری بود.

## اهمیت آزمایش مایکلسون - مورلی
تخته سنگ سنگینی که تجهیزات اپتیکی روی آن قرار داشت در حوضی از جیوه شناور شده بود. بدین ترتیب، نه تنها امکان چرخاندن دستگاه به نرمی فراهم شده بود، بلکه آن را از لرزشهای بیرونی نیز منزوی ساخت؛ و این چیزی بود که مشکل اساسی آزمایش پتسدام به‌شمار می‌آمد.
با استفاده از شانزده آینه به جای دو آینه، طول سیر نور به ۳۶ فوت افزایش پیدا کرده بود. با چنین مسیری که تقریباً ۱۰ برابر مسیر قبلی بود جابجایی مورد انتظار ناشی از حرکت زمین در اتر در حدود ۰٫۴ فاصله فریزهای متوالی، پیش‌بینی می‌شد.

## نتایج آزمایش مایکلسون - مورلی
این آزمایش بین ۸ تا ۱۲ ژوئیهٔ ۱۸۸۷ انجام شد؛ و مایکلسون در نامه‌ای که اندکی بعد به ریلی نوشت با اکراه نتیجه را چنین گزارش داد:
آزمایش‌های مربوط به حرکت نسبی زمین و اثیر به پایان رسیده‌اند و نتیجه قاطعانه منفی است. انحراف مورد انتظار فریزهای تداخل از صفر که باید ۰٫۴ فریز بوده باشد، حداکثر ۰٫۰۲ فریز، و به‌طور میانگین بسیار کمتر از ۰٫۰۱ فریز و آن هم در جای درست خود نبود، چون جابجایی متناسب با مجذور سرعت‌های نسبی است. نتیجه این است که اگر اتر از کنار (زمین) نلغزد، سرعت نسبی کمتر از یک ششم سرعت زمین است.